# Avenida Silviano Brandão

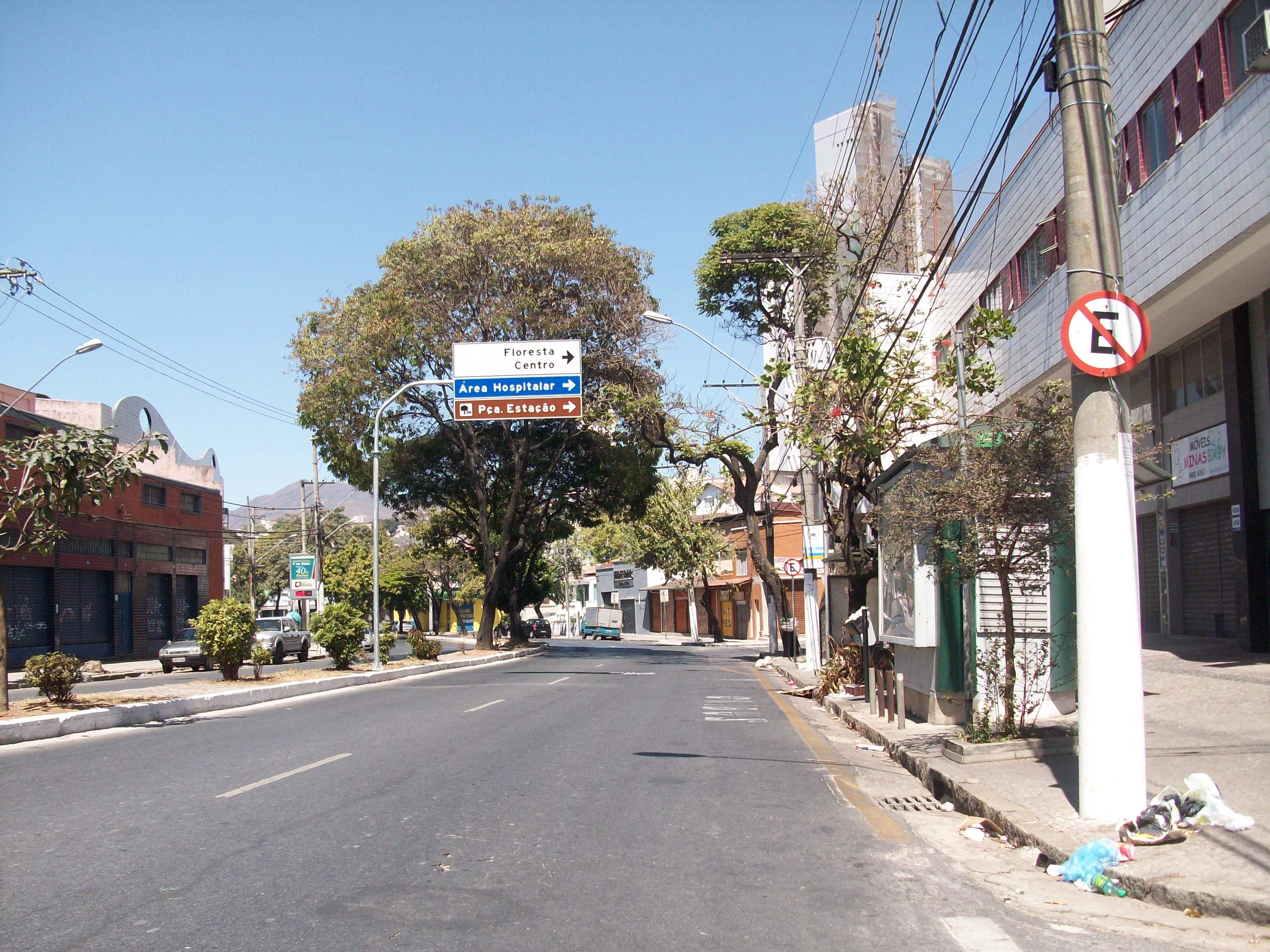
A avenida Silviano Brandão no bairro Sagrada Família.

A Avenida Silviano Brandão é uma das principais avenidas da Região Leste de Belo Horizonte. Passa pelos bairros da Graça, Floresta, Sagrada Família, Santa Tereza e Horto.

## Descrição do Percurso
Seu percurso inicia-se na Avenida Cristiano Machado, no bairro da Graça. No local, recentemente, foi construído um viaduto da Linha Verde. Daí, segue para sul, cortando a Rua Pitangui e adentra o bairro Floresta. Daí, corta a Rua Itajubá e se dirige para leste. Passa a tangenciar o bairro Sagrada Família (limita este ao Floresta), atravessa a Rua Conselheiro Lafaiete e passa pelo entroncamento com a Avenida Flávio dos Santos, onde inicia-se o bairro Horto.
Continua na direção leste, passando perto do Estádio Independência e do bairro Santa Teresa. Corta a rua Conselheiro Rocha e termina na Avenida dos Andradas.

## História
Foi construída sobre o leito canalizado do Córrego da Mata, afluente do Ribeirão Arrudas. Teve seu projeto aprovado em 1929, pela Prefeitura de Belo Horizonte e foi concluída em 1937.
Até a década de 80, passava por inundações quando da época das chuvas. Com a canalização do Ribeirão Arrudas, esse problema foi parcialmente resolvido, sendo que as ocorrências deste tipo tiveram sua frequência bastante reduzida.

## Características
É considerada o principal polo da indústria moveleira de Belo Horizonte. Sua origem data de 1951, com o surgimento da Fábrica de Móveis Ianni, na Avenida Silviano Brandão. Em 1965, Walter Ianni, proprietário da fábrica, teve sua produção de guarda-roupas cancelada pela loja Inglesa Levy e colocou todos na calçada da Avenida Silviano Brandão nº 700, em frente à sua fábrica. Gostou do negócio, abriu lojas e assim outros lojistas vieram e deram início ao maior polo da indústria moveleira de Belo Horizonte. Ao longo dos seus seis quilômetros, a Avenida Silviano Brandão concentra mais de 300 lojas de móveis e vários empreendimentos comerciais do ramo, bem como lojas de artigos semi-novos (conhecidas como topa-tudo). Anualmente, é realizada pelo Sindlojas BH a famosa promoção Liquida Silviano Brandão, atraindo público da grande BH para o polo moveleiro à procura de móveis de qualidade.